# ジェイク・ブキャナン
ジェイク・T・ブキャナン（Jake T. Buchanan, 1989年9月24日 - ）は、アメリカ合衆国・ノースカロライナ州メクレンバーグ郡シャーロット出身のプロ野球選手（投手）。右投右打。MLB・ロサンゼルス・エンゼルス傘下所属。

## 経歴

### プロ入りとアストロズ時代
2010年のMLBドラフト8巡目（全体243位）でヒューストン・アストロズから指名され、6月9日に契約。契約後、傘下のA-級トリシティ・バレーキャッツでプロデビュー。14試合に先発登板して4勝5敗・防御率4.28・42奪三振の成績を残した。
2011年はA+級ランカスター・ジェットホークスとAA級コーパスクリスティ・フックスでプレー。A+級ランカスターでは25試合に先発登板して5勝10敗・防御率3.91・102奪三振の成績を残した。
2012年はAA級コーパスクリスティとAAA級オクラホマシティ・レッドホークスでプレー。AA級コーパスクリスティでは27試合（先発19試合）に登板して5勝9敗・防御率4.96・83奪三振の成績を残した。
2013年もAA級コーパスクリスティとAAA級オクラホマシティでプレー。AAA級オクラホマシティでは12試合に先発登板して7勝5敗・防御率3.89・55奪三振の成績を残した。
2014年はAAA級オクラホマシティで開幕を迎え、6月21日にアストロズとメジャー契約を結んだ。同日のタンパベイ・レイズ戦で先発起用されメジャーデビュー。4.1回を投げ8安打5失点3四球の乱調でメジャー初黒星を喫した。27日のデトロイト・タイガース戦からリリーフへ配置転換され、同点の延長11回表から登板し、1回を無安打無失点に抑え、直後の11回裏にアストロズがサヨナラ勝ちしたため、メジャー初勝利を挙げた。翌28日にAAA級オクラホマシティへ降格し、7月18日に再昇格した。その後はリリーフとして定着。この年メジャーでは17試合（先発2試合）に登板して1勝3敗・防御率4.58・20奪三振の成績を残した。
2015年9月1日に戦力外となり、6日に40人枠を外れる形でAAA級フレズノ・グリズリーズへ配属された。
2016年1月1日にアストロズとマイナー契約を結んだが、3月31日に自由契約となった。

### カブス時代
2016年4月3日にシカゴ・カブスとマイナー契約を結んだ。9月1日にメジャー契約を結んでアクティブ・ロースター入りした。カブスでは先発とリリーフで各1試合に登板しただけだったが、防御率1.50・1勝・WHIP0.67と限られた出場機会で結果を残した。同年、マイナーではAAA級アイオワ・カブスに所属し、24試合中22試合で先発登板。12勝8敗・防御率4.34・WHIP1.36という、まずまずの成績を残した。
2017年は開幕から40人枠には入ったものの、アクティブ・ロースター入りはなく、5月22日にザック・ロスカップの昇格に伴い、DFAとなった。

### レッズ時代
2017年5月25日にウェイバー公示を経てシンシナティ・レッズへ移籍した。6月27日にDFAとなり、29日に40人枠を外れる形で傘下のAAA級ルイビル・バッツへ配属されたが、同日FAとなった。

### ダイヤモンドバックス傘下時代
2017年7月6日、アリゾナ・ダイヤモンドバックスとマイナー契約を結び、傘下AAA級リノ・エーシズに配属された。
AAA級リノでは2017年は5勝0敗、2018年は11勝9敗の成績を残したが、メジャーに昇格することはなく、2018年11月2日にFAとなった。

### アスレチックス傘下時代
2018年11月12日にオークランド・アスレチックスとマイナー契約を結び、2019年のスプリングトレーニングに招待選手として参加することになった。開幕後はAAA級ラスベガス・アビエイターズでプレーしていたが、7月30日にFAとなった。

### ナショナルズ傘下時代
2019年8月23日にワシントン・ナショナルズとマイナー契約を結び、AAA級フレズノ・グリズリーズに配属された。シーズン終了後の11月4日にFAとなった。

### 独立リーグ時代
2020年2月28日に独立リーグ・アトランティックリーグのハイポイント・ロッカーズと契約したが、新型コロナウイルスの感染拡大によりリーグが開催されなかったため、公式戦に出場するなくチームを退団した。
2021年3月2日にアトランティックリーグのガストニア・ハニーハンターズと契約した。

### エンゼルス傘下時代
2021年5月13日にロサンゼルス・エンゼルスとマイナー契約を結び、AAA級ソルトレイク・ビーズに配属された。

## 詳細情報

### 年度別投手成績
| 年 度    | 球 団    | 登 板 | 先 発 | 完 投 | 完 封 | 無 四 球 | 勝 利 | 敗 戦 | セ 丨 ブ | ホ 丨 ル ド | 勝 率 | 打 者 | 投 球 回 | 被 安 打 | 被 本 塁 打 | 与 四 球 | 敬 遠 | 与 死 球 | 奪 三 振 | 暴 投 | ボ 丨 ク | 失 点 | 自 責 点 | 防 御 率 | W H I P |
| -------- | -------- | ----- | ----- | ----- | ----- | -------- | ----- | ----- | -------- | ----------- | ----- | ----- | -------- | -------- | ----------- | -------- | ----- | -------- | -------- | ----- | -------- | ----- | -------- | -------- | ------- |
| 2014     | HOU      | 17    | 2     | 0     | 0     | 0        | 1     | 3     | 0        | 0           | .250  | 154   | 35.1     | 41       | 4           | 12       | 1     | 1        | 20       | 2     | 0        | 19    | 18       | 4.58     | 1.50    |
| 2015     | HOU      | 5     | 0     | 0     | 0     | 0        | 0     | 0     | 0        | 0           | ----  | 203   | 9.0      | 5        | 1           | 4        | 0     | 1        | 5        | 2     | 0        | 2     | 2        | 2.00     | 1.00    |
| 2016     | CHC      | 2     | 1     | 0     | 0     | 0        | 1     | 0     | 0        | 0           | 1.000 | 21    | 6.0      | 3        | 1           | 1        | 0     | 0        | 4        | 0     | 0        | 1     | 1        | 1.50     | 0.67    |
| 2017     | CIN      | 5     | 0     | 0     | 0     | 0        | 0     | 0     | 0        | 0           | ----  | 77    | 14.1     | 24       | 1           | 7        | 2     | 3        | 4        | 0     | 0        | 13    | 13       | 8.16     | 2.16    |
| MLB：4年 | MLB：4年 | 29    | 3     | 0     | 0     | 0        | 2     | 3     | 0        | 0           | .400  | 289   | 64.2     | 73       | 7           | 24       | 3     | 5        | 33       | 4     | 0        | 35    | 34       | 4.73     | 1.50    |

- 2020年度シーズン終了時

### 背番号
- 58（2014年 - 2015年）
- 43（2016年）
- 41（2017年）